# Domingos Anes Jardo
Domingos Anes Jardo (Jarda, Agualva-Cacém, Sintra? - Lisboa, 16 de Dezembro de 1293) foi sucessivamente chanceler do rei D. Dinis, bispo de Évora (1284-1289) e bispo de Lisboa (1289-1293).

## Biografia
D. Domingos Anes Jardo era natural do lugar de Jarda (actual Agualva), onde se situa o rio denominado Ribeira das Jardas, e que actualmente divide as freguesias do Cacém e Agualva, embora seja recorrente o erro de que nasceu em Belas, já que, até 15 de Maio de 1953, a actual freguesia de Agualva pertencia a Belas. Por sua vez, a freguesia do Cacém pertencia a Rio de Mouro. É, também, interessante o facto de, até inicios do século XIX, o concelho de Lisboa ser muito maior do que é hoje, abrangendo grande parte do actual concelho de Loures, Amadora e Oeiras, havendo escritos que indicam ter sido a Ribeira das Jardas, que dividia os concelhos de Lisboa e Sintra. Daí teria derivado o seu apelido.
Desde cedo recebeu educação esmerada, tendo estudado na Universidade de Paris. Regressado ao reino, foi chamado por D. Afonso III para ser seu capelão-mor e membro do seu conselho. O seu filho, D. Dinis I, fê-lo chanceler-mor do reino, e contribuiu para a sua elevação à cátedra episcopal, primeiro em Évora (1283), onde permaneceu até 7 de Outubro de 1289, data em que o papa Nicolau IV o transferiu para a diocese de Lisboa.
Fundou o Hospital de São Paulo (actual Convento de Santo Elói, em Lisboa), destinado não apenas ao ofício divino, como também ao fomento das letras, de que o reino tanto carecia; diz sobre isto Frei Francisco Brandão, na "Monarquia Lusitana", que os grandes talentos de letras que houve em Portugal nesta época se ficaram a dever à protecção do bispo lisboeta.
Faleceu em 16 de Dezembro de 1293, tendo sido sepultado na Capela do Sacramento do Convento de Santo Elói, que ajudara a fundar.
Era proprietário de uma quinta, que fora de Pedro Viegas, depois chamada Santo António do Tojal.